# Riccardo Galuppo
Riccardo Galuppo (Padova, 3 luglio 1932 – Padova, 4 maggio 2014) è stato un pittore italiano.

## Biografia
Autodidatta, si dedica alla pittura durante il soggiorno presso il Piccolo Cottolengo di Don Orione a Milano, dove era ospite dal 1946, a seguito di un incidente con una bomba a mano che gli causò l'amputazione di entrambi gli avambracci.
Fa ritorno a Padova nel 1950; nel 1951 tiene la sua prima mostra personale nella galleria "Coccodrillo" in Piazza Cavour, esponendo 14 dipinti selezionati dal pittore padovano Toni Menegazzo.
Nel 1952 tiene una personale al "Salotto Sanmartino" di Piazza Garibaldi e nel 1954 nella sala Egiziana del Caffè Pedrocchi. Un viaggio in Francia nel 1958 (Parigi, Normandia e Bretagna) fanno emergere la poetica realistico-espressionista di Galuppo, già presente nelle opere che vanno dal 1952 al 1954, che hanno come soggetto le demolizioni di interi quartieri padovani, in particolar modo del quartier "Conciapelli".

## Opere
Ha partecipato alla IX Quadriennale di Roma (1965-66). Una sua opera fa parte della collezione dei Musei civici agli Eremitani di Padova.